# Maja Kristalinskaja

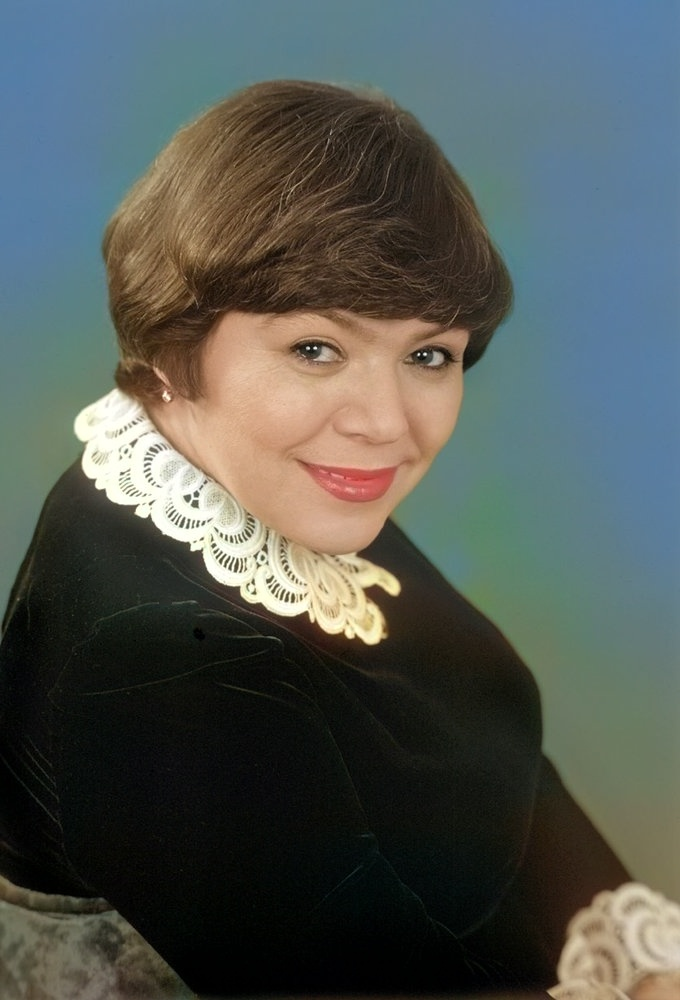
Maja Kristalinskaja.

Maja Vladimirovna Kristalinskaja (ryska: Ма́йя Влади́мировна Кристали́нская), född 24 februari 1932 i Moskva, död 19 juni 1985 i Moskva,  var en sovjetisk-rysk sångerska av judisk börd. 
År 1957 uppträdde hon på 6:e världsungdomsfestivalen i Moskva med en amatörensemble under ledning av Jurij Saulskij och belönades med ett pris. Senare började hon uppträda på egen hand. Hon nådde stor popularitet i början av 1960-talet när hon spelade in låten "Dva Berega" ("Två stränder") ur filmen Zjazjda från 1959. Vinylinspelningen av låten sålde 7 miljoner exemplar. Kristalinskaya var den första artisten att spela in låten "Nezjnost" (”Ömhet”) (1966) som anses utgöra symbolen för hennes sångtalang. Hon tilldelades hederstiteln Zasluzjennaja artistka RSFSR (Förtjänstfull artist av Ryska SFSR) 1974. År 2002 fick Kristalinskaja postumt en stjärna uppkallad efter sig på Stjärntorget i Moskva.
År 1985 avled Maja Kristalinskaja till följd av lymfom 53 år gammal. 